# Mauritània sota els Oulad Mbarek
Els Oulad Mbarek foren una tribu d'origen àrab hassànida que va dominar Mauritània al segle xvi, succeint als Oulad Rizg.
Els Oulad Mbarek (Awlad Mbarek) descendien igualment d'Oudeï, con els Oulad Rizg. Es van multiplicar durant el segle xv i al segle xvi van adquirir l'hegemonia política. Se'ls anomenava els Merafres o Meghafra perquè descendien de Marfar (Maghfar), germà de Rizg i per tant, igual que aquest fill d'Oudeï. El seu nom ha quedar com a sinònim de "guerrer valent i relativament honest".
Estaven dividits en dues bandes, una formada pels descendents de Mohammed, fill d'Omran (Amrane), fill al seu torn d'Othman que era fill de Marfra. La segona banda la va formar un germà de Mohammed, de nom Heddaj, que va tenir tres fills, Terrouz, Barkani i Khaou, origen pels dos primers dels trarza i els brakna; aquesta banda es va constituir en tribu al final del segle xvi. Actuant conjuntament a l'inici del segle xvi van adquirir l'hegemonia al Tiris, no sense oposició dels Oulad Rizg. La tradició només diu que van oprimir als marabuts, és a dir a les tribus amazigues pacifiques, però la història no ha deixat record de possibles lluites.
El grup Zouaïa dels Yaqoubïïn (avui dia derivats en dues tribus tachomcha: Id Eqouïb i Ahel Barik Allah de Trarza que vivien aleshores a Tin Mejouk), tenia bones relacions amb els descendents de Terrouz (vegeu Mauritània abans del domini àrab) i un descendent (quarta generació d'aquest), Ahmed Ould Daman va rebre hospitalitat a la tribu. Per això es va pactar que les tribus tachomcha no havien de pagar tribut als nous amos del país. Però sota Oudeïk anomenat el Calb, cap dels Oulad Mbarek, es va exigir el tribut. Ahmed Doula, el cap dels Zouaïa (la família del qual encara existeix) va comunicar a Oudeïk la decisió de la tribu de no pagar. El Calb va decidir atacar als rebels i aquests es van reagrupar sota el santó Habib Allah ben Yaqoub, al que havien demanat ajut. Oudeïk fou atacat llavors pels Oulad Zenaguïa dels brakna i es va lliurar un combat a Aguiert en el que Oudeïk va morir a mans d'Al-Ograïra ben Al-Afna salvant així als Zouaïa.
Al final del segle xvi els Oulad Mbarek van emigrar de Mauritània cap al Hodh permetent així la pujada dels Trarza-Brakna a la regió que després va agafar el seu nom.